# Claude Bragdon
Claude Bragdon (Claude Fayette Bragdon; * 1. August 1866 in Oberlin, Ohio; † 17. September 1946 in New York City) war ein US-amerikanischer Architekt, Autor und Theosoph.

## Leben und Werk

### Kindheit, Ehe und Kinder
Claude Bragdon wurde am 1. August 1866 in Oberlin (Ohio) als jüngeres von zwei Kindern von George Chandler Bragdon (1832–1910) und Katherine Elmina Shipherd (1837–1920) geboren. Der Vater war Herausgeber einer Zeitung und Poet. Er besuchte Schulen in Watertown, Dansville und Rochester. Verheiratet war er mit Charlotte Coffin Wilkinson, aus der Ehe gingen zwei Kinder hervor. Nach Charlottes Tod im Jahr 1907 ging Bragdon 1912 eine weitere Ehe mit Eugenie Julier Macauley († 1920) ein; diese Ehe blieb kinderlos.

### Als Architekt

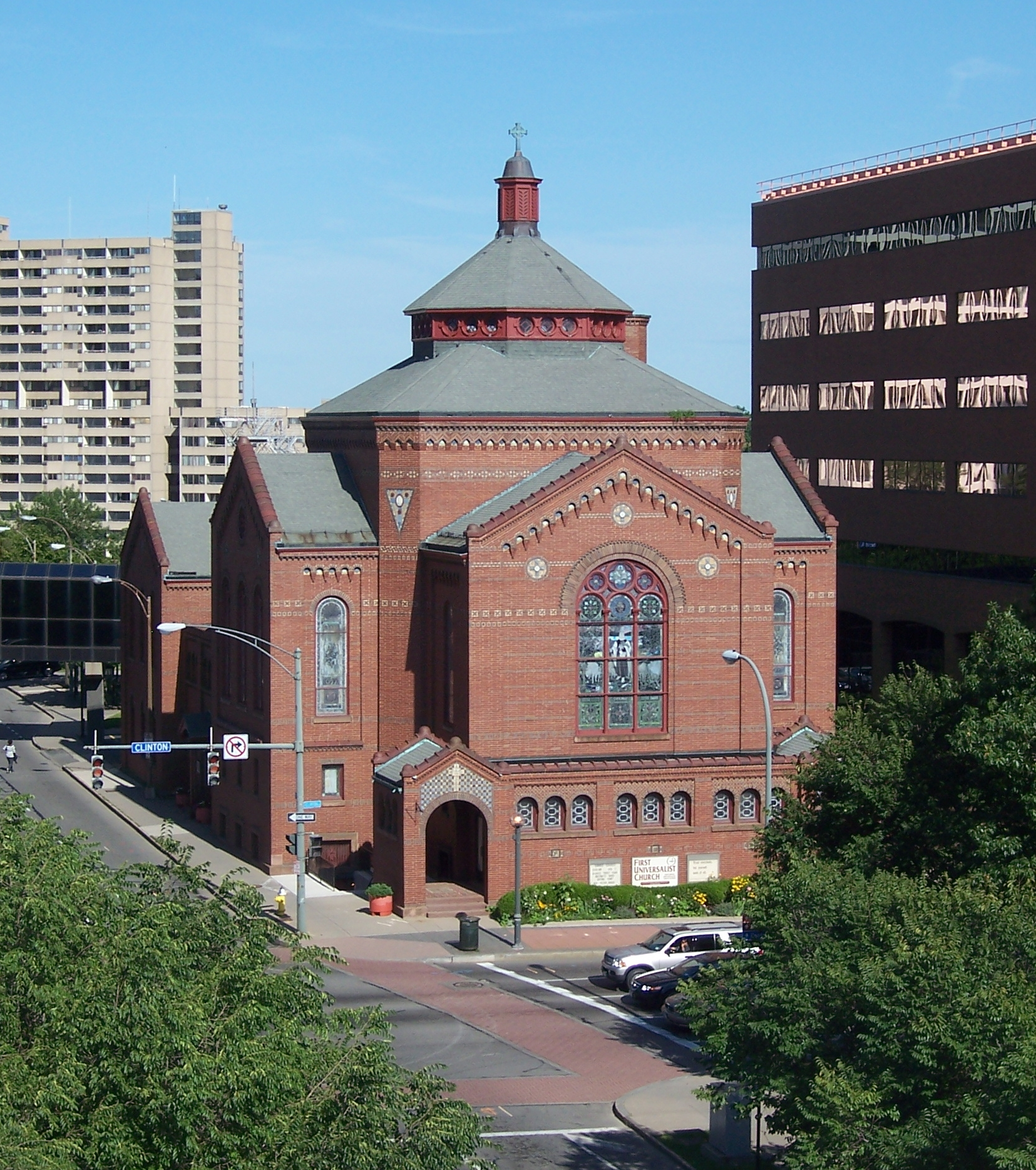
FirstUniversalist Church in Rochester, New York

Ab 1886 war Bragdon bei mehreren Architekten in Rochester und New York City, 1891 mit unterschiedlichen Partnern und 1904 alleine als selbständiger Architekt tätig. Seine bedeutendsten Arbeiten waren die New York Central Railroad Station (Hauptbahnhof New York), die First Universalist Church (Kirche der Unitarian Universalists der Unitarier) und die Italian Presbyterian Church (Presbyterianische Kirche), beide in Rochester.
Nach Streitereien mit Eastman Kodak über das Aussehen des Chamber of Commerce Building (Handelskammer) in Rochester im Jahr 1917, bei dem Bragdon den Kürzeren zog, ging sein Auftragsvolumen spürbar zurück. 1923 schloss er sein Architekturbüro und zog nach New York, wo er bis an sein Lebensende im Shelton Hotel in Manhattan lebte.

### Als Autor und Theosoph
Bragdon trat 1891 der Theosophischen Gesellschaft bei und folgte nach deren Spaltung 1895 der Theosophischen Gesellschaft Adyar (Adyar-TG). Er blieb der Theosophie bis an sein Lebensende verbunden. Seit 1909 erschienen zahlreiche Veröffentlichungen in den Bereichen Architektur, Design, Theater, Yoga und Theosophie. Er übersetzte P. D. Ouspenskys Werk Tertium Organum ins Englische. Für seine Arbeiten zur Architekturtheorie erhielt Bragdon 1932 von der University of Michigan einen Ehrendoktor.

## Werke (Auswahl)
- A primer of higher space (the fourth dimension). Erste Ausgabe: The Manas Press, Rochester, New York 1913 (78 pp. + ill.).
  - Weitere Ausgaben: A.A.Knopf, New York 1923 (zusammen mit dem Text Man the square, a higher space parable); A.Dakers, London 1938; Omen Press, Tucson, Arizona 1972.
  - neueste Ausgabe: Cosimo Classics, New York 2005, ISBN 1-59605-361-5.
- Projective ornament. Dover Publications, New York 1992, ISBN 0-486-27117-X.
- The Arch lectures. Core Collection Books, Great Neck 1978, ISBN 0-8486-3000-9.
- The beautiful necessity, seven essays on theosophy and architecture. Theosophical Publishing House, Wheaton 1978, ISBN 0-8356-0507-8.
- Yoga for you. Cosimo Classics, New York 2005, ISBN 1-59605-389-5.